# Serie 251 de Renfe
La serie 251 de Renfe es una serie de locomotoras eléctricas de fabricación japonesa planificadas por Renfe en la década de los años 1970 para cubrir un pliego de necesidades que existían en aquel entonces. La Serie 251 debía de ser apta para trenes de viajeros y mercancías por líneas electrificadas a 3 kV; debían tener una potencia superior a 4500 kW para transportar trenes de viajeros a una velocidad de 160 km/h; y debían contar con 6 ejes para remolcar trenes de más de 1000 t en rampas de 20  milésimas para evitar el patinaje de las ruedas. La serie 250 de Renfe, de fabricación germano-Suiza, también debía cumplir este pliego de condiciones. Ambas series fueron denominadas en su momento locomotoras de gran potencia, aunque hoy en día hay otras locomotoras con mayor fuerza de tracción. 
La serie 251, derivada de la locomotora EF66 de los Ferrocarriles Nacionales Japoneses, fue entregada entre los años 1982 y 1984, y constó de 30 unidades. Todas ellas traían un equipo de control chopper, una tecnología novedosa para la época. Las locomotoras S-251 tienen 3 bogies monomotores y birreductores de dos ejes (B'B'B') y, frecuentemente, se las denomina como locomotora y media (o japonesa y media) ya que son prácticamente equivalentes a la potencia que desarrolla la suma de una locomotora y media de la serie 269: locomotoras de rodaje B'B', dos bogies monomotores y birreductores de dos ejes.
Las dos primeras locomotoras construidas por Mitsubishi Electric Corporation (MELCO) en Japón, llegaron al puerto de Barcelona el 30 de abril de 1982 a bordo del buque Sweet Flag. Tras pasar por Can Tunis, se trasladaron a Beasáin (Guipúzcoa) para la puesta a punto y comenzar los ensayos en los puertos de Pajares y Despeñaperros. El resto de la serie fue construido en España por CAF (Construcciones y Auxiliar de Ferrocarriles). En total, 18 locomotoras en su factoría de Beasáin y MACOSA (Material y Construcciones S.A.) y 10 locomotoras en su factoría de Valencia. También participaron en su construcción WESA y General Eléctrica Española (GEE).
Esta serie ha sido utilizada para transportar mercancías desde que se comercializaron y, aunque también transportaron algunos trenes de pasajeros pesados, enseguida se redujo su velocidad máxima de 160 km/h a 140 km/h debido a problemas de estabilidad con el bogie central y por problemas de índole dinámico-técnico.
El 2 de marzo de 1984 entró en servicio la última locomotora de la serie fabricada por MACOSA (251.029-5). Curiosamente, la última de la serie (251.030-0, fabricada por CAF) llevaba ya casi un año en servicio (27 de mayo de 1983).
Actualmente, las 26 locomotoras de la serie, que siguen en servicio activo, pertenecen a Renfe-Mercancías, y suelen usarse para remolcar trenes siderúrgicos por la rampa de pajares y desde 2018, algunas unidades se destinaron a Tarragona para remolcar trenes de contenedores por el corredor mediterráneo de 750 metros de longitud gracias a su potencia.
Eran las titulares diarias del tren de mercancías más pesado que circulaba en España, el 58242, que transportaba bobinas de acero entre Avilés y el puerto de Sagunto, en Valencia. Éste superaba las 2.000 toneladas métricas de masa total en apenas 300 metros de tren. El peso máximo del tren permitido era de 1.961 tm, que es el máximo que toleran las dos excepciones aplicadas a esta locomotora en el Pasillo Verde y en Chinchilla, tras el estudio que se realizó.
Actualmente se encargan de tracción de trenes de mercancías procedentes de Galicia y Asturias hacia León, debido a que en estos recorridos tienen que hacer frente a los puertos del Manzanal y Pajares respectivamente. También realizan servicios en Cataluña, donde su potencia les permite traccionar trenes de hasta 750m de longitud por el corredor mediterráneo. 

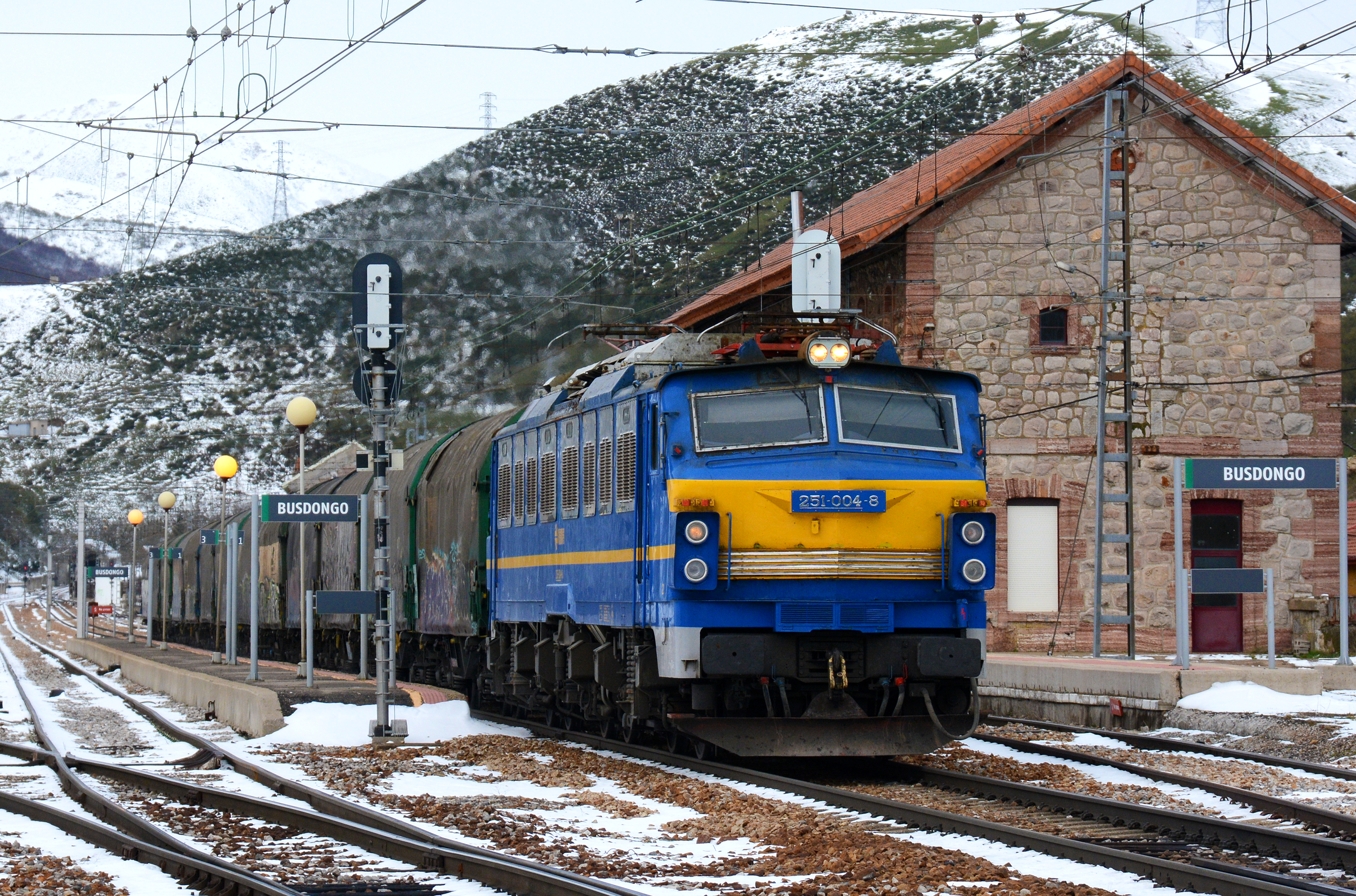
La locomotora 251.004 con mercancías metalúrgico pasando por la estación de Busdongo.

La locomotora 251.004 es la única que conserva la decoración de origen. El resto fueron repintadas a las libreas posteriores que fue adoptando Renfe, primero la decoración "Taxi" con el cuerpo amarillo y los laterales de color gris, con la retirada de la numeración frontal debido a problemas de estancamiento de agua, y desde 2007 hasta 2018 el esquema "Pantone" que consiste en el cuerpo de color blanco con una franja morada y los laterales de color gris, así como la retirada de las viseras superiores por problemas de corrosión. 

## Accidentes
251.016
El 29 de noviembre de 2021 a las 5.15h, la locomotora 251.016, que realizaba el tren siderúrgico 52050 entre Trasona y Madrid Santa Catalina, se empotró violentamente con el túnel número 73 de la rampa de pajares entre Campomanes y Puente de los Fierros (Asturias) debido a un desprendimiento de tierras a la entrada de dicho túnel. El maquinista logró salir en estado grave. Fue desguazada en el lugar del accidente en tiempo record, ya que se encontraba deformada estructuralmente e incrustada en la entrada del túnel, siendo imposible su retirada. Llevaba una carga de 11 vagones y 618 toneladas, de los cuales los 4 primeros vagones resultaron descarrilados. Los 3 vagones posteriores a la locomotora fueron también desguazados en el lugar del accidente debido a sus daños estructurales.
251.009
La madrugada del 26 de marzo de 2010, la locomotora 251.009 que realizaba el tren 58244 entre Trasona (Asturias) y Sagunto (Valencia) colisionó por alcance contra la cola de una composición gemela, la del 58242, que se encontraba detenido en la señal de entrada de la estación de Arévalo (Ávila) esperando vía libre. El accidente se debió a un error de software, que provocó que la señal avanzada de la estación del lado Medina del campo, que debería estar en rojo (parada absoluta), estuviese en verde (vía libre), y que el tren la rebasase hasta alcanzar el tren 58242 detenido en la señal de entrada, que se encontraba en rojo al igual que el resto de las señales de la estación. El accidente se saldó con el maquinista fallecido. Dada la virulencia del impacto, no se reparó, permaneciendo durante unas semanas tendida sobre un prado anexo al punto del accidente a la espera del desguace, el cual se realizó por carretera. Los tres vagones últimos del tren con el que chocó la locomotora también fueron desguazados.
251.001
A diferencia de lo que ocurrió a su compañera, la primogénita fue dada de baja por un incendio en Frieira (Línea Monforte de lemos -Vigo) en 1995, fue desguazada varios años después en el TCR de Villaverde Bajo, en Madrid sirviendo de repuestos para el resto de la serie hasta desaparecer por completo hacia 2010.
A fecha de mayo de 2025, las locomotoras 251.004, 008, 011, 024, 026 y 027 se encuentran apartadas por averías, algunas han sido utilizadas para piezas de repuesto para el resto de la serie.